# Szabó Lajos (író, 1912–1983)
Szabó Lajos (Alsóbölkény, 1912. szeptember 21. – Marosvásárhely, 1983. augusztus 13.) erdélyi magyar drámaíró, főiskolai tanár.

## Életútja
Középiskoláit a marosvásárhelyi Református Kollégiumban végezte, majd az I. Ferdinand Egyetemen kapott jogi diplomát (1937). A budapesti Nemzeti Színházban Németh Antal mellett szerzett dramaturgiai tapasztalatokkal 1941-től a kolozsvári Nemzeti Színház dramaturgja volt. 1945-től a konzervatórium, majd folytatólag 1948-tól a Magyar Művészeti Intézet, illetve a Szentgyörgyi István Színművészeti Főiskola színháztörténet tanára, a magyar tagozat igazgatója. 1954-ben a Főiskolával együtt költözött Marosvásárhelyre, ahol 1976-ig a főiskola rektora is volt.
„Mint színészpedagógust, a második világháború utáni nagy erdélyi színésznemzedékek nevelőjeként kifinomult műveltség, belső harmónia és felelősségtudat jellemezte, egész lelkét, egész életét színházi kultúránk gyarapítására tette fel” (Jánosházy György, 1983).
Színháztörténeti és -elméleti írásait, olykor egy-egy drámabírálatát (Kiss Jenő: Három nap egy esztendő. Igaz Szó, 1955/9) az Igaz Szó és az Utunk közölte.

## Drámaírói munkássága
Fiatalkori drámája, a Kolozsvárt bemutatott Viharlámpás (1943. november 13.) után, amely egy Mezőség-széli falusi tanító sorsán keresztül a kisebbségi szórványsorsba nyújt betekintést, több mint két évtizedet kellett várnia, míg legismertebb drámája, a még 1950-ben íródott Misztótfalusi-dráma, a Mentség színpadra került. A szerző – egyes kritikusai szerint – „jó mesterségbeli tudással sűrítette realista drámába a hiteles kordokumentumokból kiböngészett életrajzi adatokat” (Oláh Tibor), s bár mások a darab „meglehetősen epikus formáját” (Kántor Lajos) rótták fel, az erdélyi múlt egy darabját idéző történelmi hitelesség joggal nyerte meg a közönséget. A kortárs világban lejátszódó darabjaira viszont már az irodalompolitikai elvárások súlya nehezedett (Családi fészek).
Drámaíróként a marosvásárhelyi színház „házi szerzőjé”-nek is tekinthető: a Székely Színház elsőnek az 1956/57-es évadban mutatta be a Menekülést, majd a magyar tagozaton következett a Családi fészek (1964/65), Az otthon szigetén (1968/69), a Mentség (1971/72) és a Hűség (1976/77); a Menekülést a nagyváradi (1957/58), a Mentséget (1969/70) és a Hűséget (1976/77) a temesvári Állami Magyar Színház is műsorára tűzte.

## Önálló kötetei
- Misztótfalusi Kis Miklós (dráma, Bukarest, 1949)
- Mentség (színmű, Bukarest, 1956; újrakiadása Bukarest, 1972)
- Menekülés (színmű, Bukarest, 1965)
- Hűség (dráma, Marosvásárhely, 1977)
- Hűség. Három dráma / Viharlámpás. Menekülés. Hűség; vál., szerk., előszó, jegyz. Lázok János; UArtPress, Marosvásárhely, 2012